# إميل ستانغ (سياسي)
إميل ستانغ هو قاضي وسياسي نرويجي، ولد في 22 سبتمبر 1882 في كريستيانية ‏ في النرويج، وتوفي بنفس المكان في 21 ديسمبر 1964. نشط حزبياً في حزب العمال (1911 – 1911) (1923 – 1923). وقد انتخب زعيم حزب حزب العمال (1922 – 1923) وانتخب نائب عضو برلمان النرويج ‏ عن دائرة Kristiania ‏ وقد انضم خلال فترته النيابية ‏ (1922 – 1924) للكتلة البرلمانية حزب العمال وانتخب Chief Justice of the Supreme Court of Norway ‏ (1946 – 1952).